# Матрицата: Презареждане
„Матрицата: Презареждане“ (на английски: The Matrix Reloaded) е американски научнофантастичен екшън филм от 2003 г., по сценарий и режисура на Лана и Лили Уашовски. Той е продължение на филма „Матрицата“ (1999) и е втората част от едноименната филмова поредица.
Премиерата на филма е на 7 май 2003 г. в Уестууд, Лос Анджелис, Калифорния и направи световното си пускане на 15 май 2003 г.
Филмът получи смесени отзиви от критиците и спечели $739.4 милиона световно. Директното продължение, озаглавено „Матрицата: Революции“ е пуснат шест месеца по-късно през ноември 2003 г.

## Актьорски състав
- Киану Рийвс – Нео
- Лорънс Фишбърн – Морфей
- Кери-Ан Мос – Тринити
- Хюго Уивинг – Агент Смит
- Джейда Пинкет Смит – Найоби
- Харолд Перино – Линк
- Глория Фостър – Оракулът
- Рандъл Дюк Ким – Ключаря
- Моника Белучи – Персефона
- Ламбер Уилсън – Меровингий
- Хелмът Бакайти – Архитектът
- Натаниел Лийс – Капитан Мифуне
- Нийл и Адриан Реймънт – Близнаците
- Даниел Бернхард – Агент Джонсън
- Лий Уанел – Аксел
- Колин Чоу – Сераф
- Нона Гей – Зий
- Джина Торес – Кас

Зий е оригинално изиграна от Алия, която умира от самолетна катастрофа на 25 август 2001 г., преди снимките да бъдат завършени, докато нейните сцени са презаснети с Нона Гей. Джет Ли беше предложена за ролята на Сераф, но е отказал, тъй като не иска неговите движения с бойни изкуства да бъдат дигитално записани.

## Заснемане
„Матрицата: Презареждане“ е заснет в Фокс Студиос в Австралия. Снимките започват на 1 март 2001 г. и завършват на 21 август 2002 г., конкуретно с продължението „Матрицата: Революции“.

## В България
В България филмът е пуснат по кината от Александра Филмс на 23 май 2003 г. На 15 октомври е пуснат на VHS и DVD от Александра Видео.
На 20 май 2007 г. е излъчен за първи път по Нова телевизия в неделя от 20:00 ч. със субтитри на български език.

### Дублажи
| Озвучаващи артисти  | Елена Русалиева Станислав Димитров Калин Сърменов Николай Николов Момчил Степанов |
| Преводач            | Вилма Карталска                                                                   |
| Тонрежисьор         | Георги Калудов                                                                    |
| Режисьор на дублажа | Радослав Рачев                                                                    |

| Преводач            | Любина Ковачева                                                     |
| Редактор            | Мая Кисьова                                                         |
| Тонрежисьор         | Галина Наумова                                                      |
| Режисьор на дублажа | Кирил Бояджиев                                                      |
| Озвучаващи артисти  | Таня Михайлова Вилма Карталска Емил Емилов Борис Кашев Христо Бонин |